# Joseph Van Praet
Joseph Basile Bernard Van Praet (Bruges, 1754 – Parigi, 1837) è stato uno scrittore belga.
Primo scrittore alla Bibliothèque royale de Belgique dal 1784, nel 1792 raddoppiò il numero di opere contenute nella Bibliothèque nationale utilizzando i libri sottratti a privati dalla Rivoluzione francese.